# Benet Soler
Benet Soler, OSB, (* um 1640 in Granollers; † 1682 in Montserrat) war ein katalanischer Kapellmeister und Komponist als Musikmönch im Kloster Montserrat.
Soler wurde an der Escola de Montserrat unter anderem von Joan March in Musik ausgebildet. 1656 trat er in den Benediktinerorden ein und wurde Mönch. Er übernahm das Amt des Kapellmeisters im Kloster Montserrat von Joan Cererols. Einer seiner Schüler war Miguel López. Der Komponist und Musikwissenschaftler Baltasar Saldoni (1807–1889) stellte Solers große Bedeutung als Musiker und Musiklehrer heraus. Soler übernahm auch verantwortlich andere Positionen in der Mönchsgemeinschaft: Er wirkte als stellvertretender Vikar und Mesner des Klosters Montserrat.
Musikalische Werke von Benet Soler befinden sich in der CMar-Musiksammlung der Pfarrkirche Sant Pere i Sant Pau von Canet de Mar.